# Wilson Marentes
Wilson Alexander Marentes Torres (Facatativá, Cundinamarca, 8 de agosto de 1985) es un ciclista profesional colombiano. Actualmente corre para el equipo amateur colombiano EBSA-Empresa de Energía Boyacá.
Marentes tuvo un pasaje por el equipo profesional Colombia es Pasión entre las temporadas 2007 y 2009. En 2010 fichó por el Néctar de Cundinamarca-Coldeportes un equipo amateur de su departamento de origen. Luego de correr por el equipo amateur Formesan-Panachi-Indersantander en 2011, retornó al profesionalismo en 2012 con el equipo de su país Colombia-Coldeportes por Europa. Después regresa al país en el año 2014 para correr en diferentes equipos amateur, así que en el año 2016 ganó nuevamente una etapa de la Vuelta a Colombia con el equipo EBSA-Empresa de Energía Boyacá.

## Palmarés
2006
- 3º en la Vuelta a Cundinamarca
- 2 etapas de la Vuelta a Guatemala
- 3.º en el Campeonato de Colombia Contrarreloj Sub-23

2007
- 2º en la Vuelta a Cundinamarca
- Campeón de Colombia Contrarreloj Sub-23

2008
- 1 etapa de la Vuelta a Colombia

2011
- 2.º en el Campeonato de Colombia Contrarreloj

2014
- 1 etapa de la Vuelta Independencia Nacional

2016
- 1 etapa de la Vuelta a Colombia

## Resultados enGrandes Vueltas
| Carrera         | 2013 | 2014 | 2015 |
| Giro de Italia  | 162º | -    | -    |
| Tour de Francia | -    | -    | -    |
| Vuelta a España | -    | -    | -    |

-: no participa 

## Equipos
- Colombia es Pasión/Coldeportes (2007-2009)
  - Colombia es Pasión Team
  - Colombia es Pasión-Coldeportes
- Colombia-Coldeportes/Colombia (2012-2013)
  - Colombia-Coldeportes (2012)
  - Colombia (2013)
- Formesán-Bogotá Humana (2014-2015)